# 그리니치섬

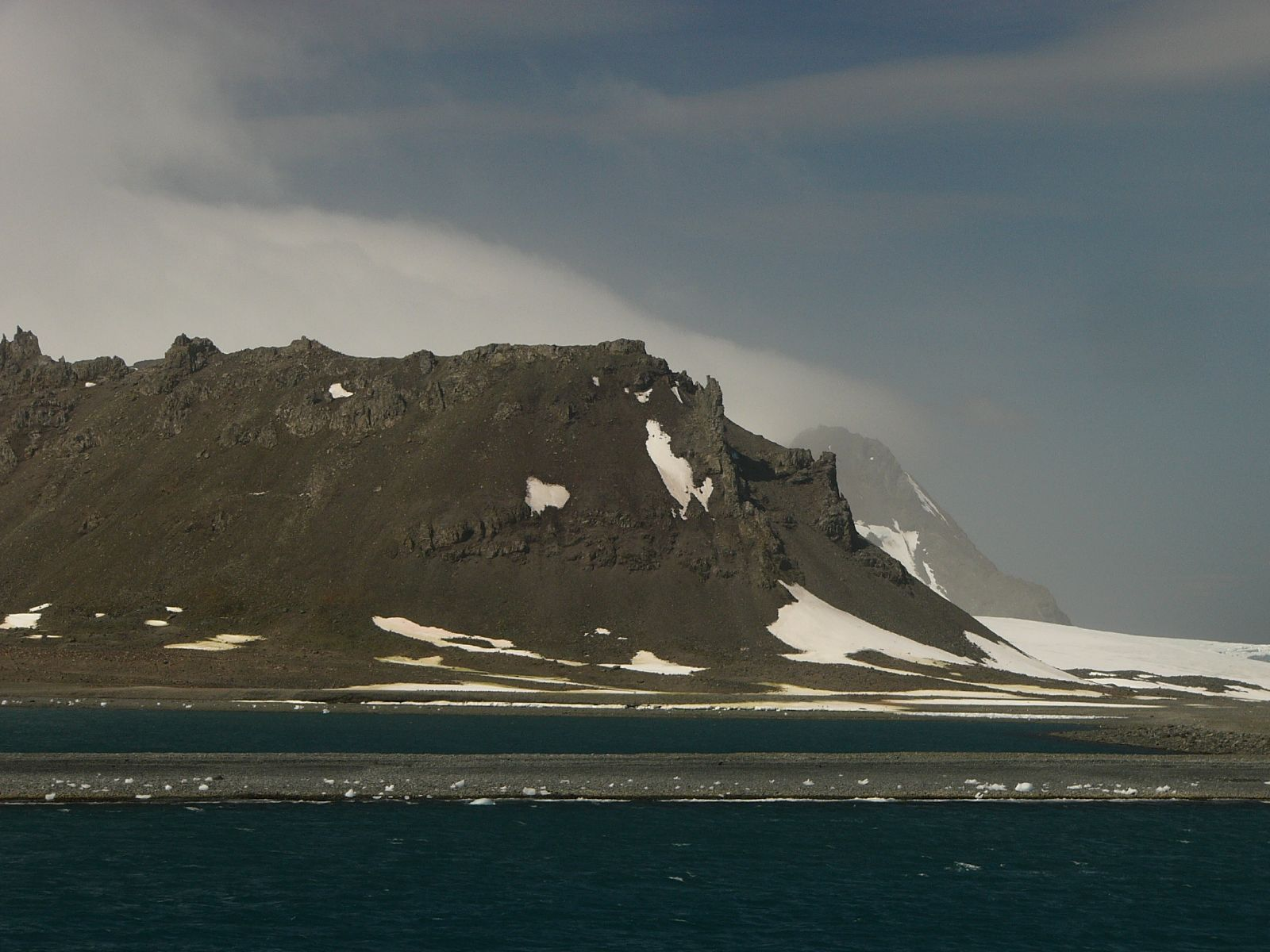

그리니치섬(영어: Greenwich Island)은 사우스셰틀랜드 제도의 로버트섬과 리빙스턴섬 사이에 떠있는 섬이다. 그리니치섬이라는 이름은 적어도 1821년부터 사용되고 있으며 현재는 국제적으로 사용되고 있다.

## 같이 보기
- 남극의 영유권 주장 목록